# Runaways (singolo)
Runaways è un singolo del gruppo statunitense The Killers, pubblicato nel 2012 come primo estratto dal loro quarto album di inediti, Battle Born. Il brano è prodotto da Steve Lillywhite.

## Pubblicazione
Il 2 luglio 2012, i Killers hanno annunciato che il primo singolo estratto da Battle Born sarebbe stato Runaways, pubblicando anche la copertina del singolo stesso. Il brano è stato poi trasmesso per la prima volta il 10 luglio 2012, sia dalla radio californiana KROQ-FM, sia dalla britannica BBC Radio 1. La pubblicazione sulle piattaforme digitali è invece avvenuta una settimana più tardi, il 17 luglio 2012, data per la quale era inizialmente prevista anche l'uscita in radio del brano stesso.

## La canzone
Il brano inizia con un semplice accordo di pianoforte, ma poco dopo vengono introdotte le percussioni e la canzone assume uno stile musicale che Billboard ha paragonato a quello del rocker americano Bruce Springsteen.

## Videoclip
Il video musicale che accompagna il brano, realizzato dal regista Warren Fu, è stato trasmesso per la prima volta nella mattinata del 26 luglio 2012. Nella parte iniziale del video, il cantante del gruppo, Brandon Flowers, viene ripreso da solo mentre interpreta la canzone sullo sfondo di un cielo notturno e stellato.
All'inizio della seconda strofa, i restanti componenti del gruppo si uniscono a Flowers e numerosi effetti speciali vengono utilizzati, facendo intravedere paesaggi molto diversi tra loro, inclusi lo spazio e la città natale della band, Las Vegas.
Nel settembre 2012 il videoclip ha ricevuto una nomination nella categoria Best Video dei Q Awards, che si terranno il 22 ottobre dello stesso anno.

## Classifiche
| Classifica (2012)         | Posizione massima |
| ------------------------- | ----------------- |
| Australia                 | 67                |
| Canada                    | 37                |
| Germania                  | 44                |
| Giappone                  | 75                |
| Irlanda                   | 13                |
| Paesi Bassi               | 64                |
| Regno Unito               | 18                |
| Spagna                    | 28                |
| Stati Uniti               | 78                |
| Stati Uniti (rock)        | 13                |
| Stati Uniti (alternative) | 9                 |